# Amphicnaeia
Amphicnaeia is een kevergeslacht uit de familie van de boktorren (Cerambycidae). De wetenschappelijke naam van het geslacht werd voor het eerst geldig gepubliceerd in 1866 door Bates.

## Soorten
Amphicnaeia omvat de volgende soorten:
- Amphicnaeia affinis Breuning, 1940
- Amphicnaeia albovittata Breuning, 1971
- Amphicnaeia antennata Galileo & Martins, 2001
- Amphicnaeia apicalis Melzer, 1933
- Amphicnaeia armata Galileo & Martins, 2001
- Amphicnaeia bivittata Melzer, 1933
- Amphicnaeia brevivittis Bates, 1872
- Amphicnaeia cordigera Aurivillius, 1920
- Amphicnaeia crustulata Bates, 1872
- Amphicnaeia flavescens Martins & Galileo, 1999
- Amphicnaeia flavofemorata Breuning, 1940
- Amphicnaeia flavolineata Breuning, 1943
- Amphicnaeia flavovittata Breuning, 1940
- Amphicnaeia interrupta Galileo & Martins, 2003
- Amphicnaeia lepida Melzer, 1933
- Amphicnaeia lineata Bates, 1866
- Amphicnaeia lineolata Galileo & Martins, 2011
- Amphicnaeia lyctoides Bates, 1866
- Amphicnaeia nigra Galileo & Martins, 2001
- Amphicnaeia piriana Martins & Galileo, 2001
- Amphicnaeia pretiosa Galileo & Martins, 2001
- Amphicnaeia pusilla Bates, 1866
- Amphicnaeia quinquevittata Bates, 1885
- Amphicnaeia sexnotata Melzer, 1933
- Amphicnaeia strandi Breuning, 1942
- Amphicnaeia tate Galileo & Martins, 2001
- Amphicnaeia trivitticollis Breuning, 1961
- Amphicnaeia villosula (Thomson, 1868)
- Amphicnaeia vitticollis Breuning, 1940
- Amphicnaeia zonata Martins & Galileo, 2001